# 譜代下人
譜代下人（ふだいげにん）は、譜代奉公人（ふだいほうこうにん）とも呼ばれ、近世農村部において主家に人身的な隷属にあり、譜代として永代・世襲的に労役を提供する形によって奉公した下人・奉公人を指す。

## 概説
地方によっては家抱（けほう）・門屋（もんや）・庭子（にわこ）・内百姓（うちびゃくしょう）・名子（なご）・被官（ひかん、被管、被官百姓）・分付（ぶんづけ、分附、分付百姓） などの呼称があった。下人夫婦の子または私生児であったものは釜子（竈子、かまご）、釜譜代（竈譜代、かまふだい）、あるいは庭子 とも呼ばれた。また、従属の度合いも異なり、『地方凡例録』には夫婦を構成して生活している者や主家から土地を貸与されて高額な小作料を上納したより小作人に近い者から、主家の屋敷内に住まわされてその命令下で田畑を耕すより奴隷に近い者など、様々な形態があった事が知られている。
その由来については中世以来の伝統的な下人の血を引く者や戦国時代から江戸時代初期にかけての混乱期に誘拐や人身売買によって獲得された零細民であったと考えられている。戦国時代には乱妨取の習慣による誘拐や人身売買が行われていたが、江戸幕府はこれを禁じた。だが、当時の農村社会の経営は不安定であり、農業経営の出来なくなった小農民と労働力不足に悩まされる本百姓層の利害の一致によりこうした人身売買による隷属化が農村部において横行した。
やがて人身売買に対する規制が強化されると、一種の脱法行為として人身質入による質券奉公人（しちけんほうこうにん）が出現する。これは質券に書かれた本金（借入額）を奉公人の価格・利息の支払を債務期間中の労働に相当させ、借方である奉公人が本金を返済しない限りは身柄は終身にわたって貸方である主家に拘束されるという仕組であり、質に名を借りた事実上の人身売買による譜代下人であった。
江戸時代中期以後の農業経営の安定化に伴い、先進農業地域では譜代下人や質権奉公人は小作人化して年季奉公人（ねんきほうこうにん）に転化する事例も見られたが、途上地域では幕末までこうした譜代下人が存在した。また、幕府や諸藩は表向きはこうした人身売買を禁じていたが、農業経営の安定による年貢徴収の安定化を優先させる配慮から、こうした譜代下人の存在を黙認していた地域もある。
明治に入ると、譜代下人（家抱）は奴隷身分からの解放および呼称の禁止が1872年の法令大蔵省達第118号『各地ノ風習旧慣ヲ私法ト為ス等申禁解禁ノ条件』で発せられ、終焉を迎えた。